# Troupe de l'Opéra de Paris en 1752

## Composition de la troupe de l'Opéra de Parisen1752
L'année théâtrale commence le 10 avril 1752 (veille des Rameaux) et se termine le 14 avril 1753.
| Acteurs chantants        | Actrices chantantes | Acteurs des chœurs | Actrices des chœurs  |
| ------------------------ | ------------------- | ------------------ | -------------------- |
| De Chassé                | Fel                 | Saint-Martin       | Dun                  |
| Gelin                    | Chevalier           | Le Mesle           | De Lorge             |
| Vée                      | Couppé              | Gratin             | Rollet               |
| Person                   | Jacquet             | Chaboud            | Larcher              |
| Cuvillier fils           | Le Mière            | Marotte            | Gondrée              |
| Le Fèvre                 | Chefdeville         | L'Évêque           | Tulou                |
| Le Page cadet            | Dubois              | Le Vasseur         | Masson               |
| Jelyotte                 | Cazeau              | Chappottin         | Dallière             |
| De La Tour               | Duval 1             | Favier             | Le Tourneur          |
| Godard                   | Duval 2             | Ferret             | Héry                 |
| Langlois                 | Gauthier            | Fel                | La Croix             |
| Poitier                  | Dufour              | Rose               | Adélaïde             |
| Scelle                   |                     | Robin              |                      |
| Le Roy                   |                     | Antheaume          |                      |
| Danseurs seuls           | Danseuses seules    | Danseurs figurants | Danseuses figurantes |
| Lany, maître des ballets | Puvigné             | Hamoche            | Saint-Germain        |
| Dupré                    | Lyonnois            | Dupré              | Courcelle            |
| Lyonnois                 | Lany                | Feuillade          | Thierry              |
| Vestris                  | Carville            | Cayez              | Puvigné (M.)         |
| Tessier                  | Labatte             | Le Lièvre          | Sauvage              |
| Laval                    | Vestris             | Bourgeois          | Dasnoncour           |
|                          | Rey                 | Gobert             | Parquet              |
|                          |                     | Béate              | Désirée              |
|                          |                     | Hyacinthe Préville | Victoire             |
|                          |                     | Gallini            | Ponchon              |
|                          |                     | Desplaces aîné     | Couppé               |
|                          |                     | Desplaces cadet    | Deschamps            |
|                          |                     |                    | Courard              |
|                          |                     |                    | Marquise             |
|                          |                     |                    | Chevrier             |
| Orchestre                |                     |                    |                      |
| Cheron                   | Capperan            | De La Garde        | Antheaume            |
| Dauvergne                | Forcade             | Noblet             | Saublay              |
| Labbé aîné               | Dun cadet           | Labbé cadet        | Sallantin aîné       |
| Habram                   | Davesne             | Giannotty (C.B.)   | Giraud               |
| Plessis cadet            | Paris               | Champion           | Dun fils             |
| Chauvet                  | Simon               | Despréaux père     | Blavet               |
| Sallantin cadet          | Vincent             | Bureau             | Brunel               |
| Garnier                  | Capelle             | Bralle             | Caraffe cadet        |
| Caraffe aîné             |                     |                    |                      |
| 16 violons               |                     |                    |                      |
| Langlade                 | Caraffe cadet       | Caraffe aîné       | Exaudet              |
| Aubert fils              | Perrier             | Vallée             | Despréaux fils       |
| Dupont                   | Le Mière            | Travenol           | Tarade               |
| Labbé fils               | Piffet neveu        | Dauvergne          | Geoffroy             |

## Source
- Almanach historique et chronologique de tous les spectacles, Paris 1753.